# Ридевалд, Джайро
Джайро Джокким Ридевалд (нидерл. Jaïro Jocquim Riedewald; род. 9 сентября 1996, Харлем) — нидерландский футболист, полузащитник. Выступал за сборной Нидерландов.

## Ранние годы
Джайро Ридевалд родился в Харлеме и вырос в Хофддорпе. Его отец родом из Суринама, а мать — наполовину индианка, наполовину нидерландка.

## Клубная карьера
Джайро начинал свою карьеру в скромном клубе «Овербос», а в 2007 году вошёл в систему «Аякса». В начале сезона 2013/14 защитник был переведён в «Йонг Аякс». 19 декабря 2013 года он дебютировал за основной состав «Аякса», выйдя на замену в матче кубка страны против любительского клуба «Эйсселмервогелс». Три дня спустя в матче против «Роды» Ридевалд дебютировал в чемпионате Нидерландов. В своём дебютном матче Джайро вышел на замену за одиннадцать минут до конца встречи и смог забить два гола, полностью переломив ход игры. В первом сезоне он сыграл ещё три игры в чемпионате, а также в одном матче Лиги чемпионов УЕФА.
В сезоне 2015/16, после того как Никлас Мойсандер покинул клуб, Ридевалд занял место в центре защиты вместе с Джоэлом Велтманом. 7 февраля 2016 года Ридевалд получил травму в игре с «Фейеноордом». После восстановления он вернулся на поле 1 мая, заменив Кенни Тете в матче с «Твенте».
После прихода в команду Петера Боса Ридевалд стал играть на позиции опорного полузащитника. 15 сентября 2016 года футболист забил свой первый гол за «Аякс» в матче Лиги Европы УЕФА с греческим «Панатинаикосом».
В июле 2017 года Джайро Ридевалд подписал пятилетний контракт с английским клубом «Кристал Пэлас». Он был назван игроком месяца в январе и октябре 2020 года. Свой первый гол за английскую команду Ридевалд забил 24 октября 2020 года в ворота «Фулхэма». В феврале 2021 года футболист продлил свой контракт с «Кристал Пэлас» до 2024 года.

## Карьера в сборной
Джайро выступал за различные юношеские сборные Нидерландов. 19 сентября 2015 года он дебютировал за основную сборную Нидерландов в отборочном матче к чемпионату Европы 2016 против Турции.

## Достижения
«Аякс»
- Чемпион Нидерландов: 2013/14
- Финалист Лиги Европы УЕФА: 2017

## Статистика

### Клубная  карьера
| Клуб             | Сезон            | Лига | Лига | Кубок | Кубок | Европейские кубки | Европейские кубки | Прочие | Прочие | Итого | Итого |
| Клуб             | Сезон            | Игры | Голы | Игры  | Голы  | Игры              | Голы              | Игры   | Голы   | Игры  | Голы  |
| ---------------- | ---------------- | ---- | ---- | ----- | ----- | ----------------- | ----------------- | ------ | ------ | ----- | ----- |
| Йонг Аякс        | 2013/14          | 10   | 0    | —     | —     | —                 | —                 | —      | —      | 10    | 0     |
| Йонг Аякс        | 2014/15          | 9    | 1    | —     | —     | —                 | —                 | —      | —      | 9     | 1     |
| Йонг Аякс        | 2016/17          | 4    | 0    | —     | —     | —                 | —                 | —      | —      | 4     | 0     |
| Йонг Аякс        | Итого            | 23   | 1    | —     | —     | —                 | —                 | —      | —      | 23    | 1     |
| Аякс             | 2013/14          | 5    | 2    | 1     | 0     | 1                 | 0                 | —      | —      | 7     | 2     |
| Аякс             | 2014/15          | 19   | 0    | 2     | 0     | 4                 | 0                 | —      | —      | 25    | 0     |
| Аякс             | 2015/16          | 23   | 0    | 0     | 0     | 10                | 0                 | —      | —      | 33    | 0     |
| Аякс             | 2016/17          | 16   | 0    | 1     | 0     | 11                | 1                 | —      | —      | 28    | 1     |
| Аякс             | Итого            | 63   | 2    | 4     | 0     | 26                | 1                 | —      | —      | 93    | 3     |
| Кристал Пэлас    | 2017/18          | 12   | 0    | 3     | 0     | —                 | —                 | —      | —      | 15    | 0     |
| Кристал Пэлас    | 2018/19          | 0    | 0    | 4     | 0     | —                 | —                 | —      | —      | 4     | 0     |
| Кристал Пэлас    | 2019/20          | 17   | 0    | 2     | 0     | —                 | —                 | —      | —      | 19    | 0     |
| Кристал Пэлас    | 2020/21          | 33   | 2    | 1     | 0     | —                 | —                 | —      | —      | 34    | 2     |
| Кристал Пэлас    | 2021/22          | 3    | 0    | 2     | 1     | —                 | —                 | —      | —      | 5     | 1     |
| Кристал Пэлас    | 2022/23          | 6    | 0    | 1     | 0     | —                 | —                 | —      | —      | 7     | 0     |
| Кристал Пэлас    | 2023/24          | 9    | 0    | 3     | 0     | —                 | —                 | —      | —      | 12    | 0     |
| Кристал Пэлас    | Итого            | 80   | 2    | 16    | 1     | —                 | —                 | —      | —      | 96    | 3     |
| Антверпен        | 2024/25          | 24   | 0    | 3     | 0     | —                 | —                 | 1      | 0      | 28    | 0     |
| Антверпен        | Итого            | 24   | 0    | 3     | 0     | —                 | —                 | 1      | 0      | 28    | 0     |
| Всего за карьеру | Всего за карьеру | 190  | 5    | 23    | 1     | 26                | 1                 | 1      | 0      | 240   | 7     |

### Список матчей за сборную
| Матчи Ридевалда за сборную Нидерландов | Матчи Ридевалда за сборную Нидерландов | Матчи Ридевалда за сборную Нидерландов | Матчи Ридевалда за сборную Нидерландов | Матчи Ридевалда за сборную Нидерландов | Матчи Ридевалда за сборную Нидерландов |
| -------------------------------------- | -------------------------------------- | -------------------------------------- | -------------------------------------- | -------------------------------------- | -------------------------------------- |
| №                                      | Дата                                   | Соперник                               | Счёт                                   | Голы Ридевалда                         | Соревнование                           |
| 1                                      | 6 сентября 2015                        | Турция                                 | 0:3                                    | —                                      | Чемпионат Европы 2016 (отбор)          |
| 2                                      | 10 октября 2015                        | Казахстан                              | 2:1                                    | —                                      | Чемпионат Европы 2016 (отбор)          |
| 3                                      | 13 октября 2015                        | Чехия                                  | 2:3                                    | —                                      | Чемпионат Европы 2016 (отбор)          |

Итого: 3 матча / 0 голов; 1 победа, 0 ничьих, 2 поражения.